# Karen Country Club
De Karen Country Club is een country club, gelegen op ongeveer 20 km ten zuiden van Nairobi, de hoofdstad van Kenia. De golfbaan ligt op een hoogte van bijna 2000 meter.

## Geschiedenis
De club werd in 1937 opgericht, in hetzelfde jaar dat het boek Out of Africa uitkwam. Het district werd genoemd naar Karen Blixen, die met haar echtgenoot in Ngong woonde en hier sinds de Eerste Wereldoorlog een koffieplantage had. In de achtergrond zijn de Ngongheuvels te zien.
In 1931 besloot het echtpaar de plantage te sluiten. De grond werd op 1 april 1931 verkocht aan Remi Martin, een Engelse bankier en investeerder, Karen Estates Ltd werd opgericht en Remi Martin werd de manager. Het onbekende gebied moest ontwikkeld worden, want 's winters was het erg drassig, zozeer dat men vaak met kettingen moest rijden. Om kopers te trekken werd de golfbaan aangelegd. Om de baan bijzonder te maken werd besloten gras-greens aan te leggen, want op het merendeel van de Keniaanse golfbanen waren toen alleen nog maar browns (greens van zand).
De eerste negen holes waren in 1933 klaar. Remi Martin moest de baan ontwerpen want ze konden geen golfbaanarchitect vinden die er belangstelling voor had. Twee jaar later waren ook de andere negen holes klaar. Vervolgens werd het clubhuis gebouwd en de club opgericht. De club huurde de golfbaan van Karen Estates Ltd. Er werden ook enkele tennisbanen aangelegd.
In die beginperiode waren er veel hekken om de baan. Er woonden zebra's en elanden, die de baan beschadigden, maar ook leeuwen en bavianen.
Tijdens de Tweede Wereldoorlog waren er militaire kampen op een deel van de baan, maar dat betekende ook dat het andere deel van de baan onderhouden werd. In 1944 kocht de club de golfbaan van Karen Estates Ltd. maar na de oorlog, toen de militairen verdwenen waren en het ledental achteruit liep, had de club het financieel moeilijk. Er werd een Bowls Club opgericht, en in 1950 werd besloten een zwembad en een biljarttafel aan te schaffen om nieuwe leden werden aangetrokken. De gouverneur gaf ook toestemming om weer fruitmachines neer te zetten, zoals de club voor de oorlog had, want het inkomen uit die gokautomaten was belangrijk voor de club.
Het zwembad moest wachten, want door de activiteiten van de Mau Mau kreeg de club geen toeristen meer en zakten de inkomsten. In 1957 kwamen de bezoekers weer, onder meer Philip Scrutton, drievoudig winnaar van de Brabazon Trophy. Hij overwinterde in Karen. Eind 60'er jaren kwam het zwembad eindelijk. Ook werd er een bibliotheek aangelegd.

## 21ste eeuw
De club heeft nu 3000 leden, waarbij kinderen onder de achttien jaar gratis lid zijn. Er zijn 150 werknemers waarvan 34 voor de golfbaan zorgen. Van de 3000 leden zijn er 800 ook lid van de golfclub. Er zijn 150 caddies. De par van de baan is 72 voor de heren en 73 voor de dames. De greens zijn gerenoveerd volgens de Amerikaanse PGA-standaard. Er is een meer aangelegd bij hole 15 dat dient als waterreservoir en er is een beregeningsinstallatie aangelegd.
Er staan nog steeds koffiebomen op de golfbaan.
Het Kenya Open werd hier gespeeld van 2004-2007.